# Ольховка (Ивано-Франковская область)
Ольхо́вка (укр. Вільхівка) — село в Дубовской сельской общине Калушского района Ивано-Франковской области Украины.
Население по переписи 2001 года составляло 637 человек. Занимает площадь 8,82 км². Почтовый индекс — 77666. Телефонный код — 03474.